# Antônio dos Santos Pontual
Antônio dos Santos Pontual, primeiro e único barão de Frecheiras (Recife, Pernambuco, 1836 — Recife, Pernambuco, 12 de Setembro de 1901) foi um fazendeiro, militar, senhor de engenho, político e nobre brasileiro.
Serviu como tenente-coronel da Guarda Nacional, tendo sido comandante do 14º Batalhão. Morava no engenho de Frecheiras, mas também tinha residências e terrenos em Amaraji e no Recife, recebidos de herança de seus ascendentes. A partir a deposição do regime monárquico no Brasil em 1889, foi morar na sua residência na capital do Recife, local onde futuramente viria a falecer. Deixou muitos dotes e heranças para seus herdeiros.

## Biografia
Filho de pai português João Manuel Alves Pontual e de mãe brasileira Thereza dos Santos Pontual (née Rodrigues de Senna), seu pai imigrou para o Recife no ano de 1830, era irmão de Bernardino de Senna Pontual, o Barão de Petrolina. Seus avôs paternos são Antônio Alves Pontual e Isabel Rodrigues da Cruz, ambos portugueses. Seus avôs maternos são José Rodrigues de Senna e Thereza da Silva Vieira Rocha. Apesar de nascido no Recife, decidiu seguir sua profissão não na cidade, mas no campo, recebeu a herança do engenho de Frecheiras do seu avô materno, o senhor José Rodrigues, que recebeu a sesmaria de Frecheiras e lá fundou engenhos. No início de sua vida adulta, trabalhou unicamente na agricultura, administrando seus engenhos.
Serviu como vereador à Câmara Municipal de Escada, sendo Escada o município pernambucano onde localiza-se Frecheiras. Casou-se em primeiras núpcias com sua prima Francisca da Anunciação Dias dos Santos Pontual, que era irmã de André Dias de Araújo, o Barão de Jundiá, sendo esta falecida em 7 de Maio de 1895 e sepultada na capela do engenho Cabeça-de-negro.

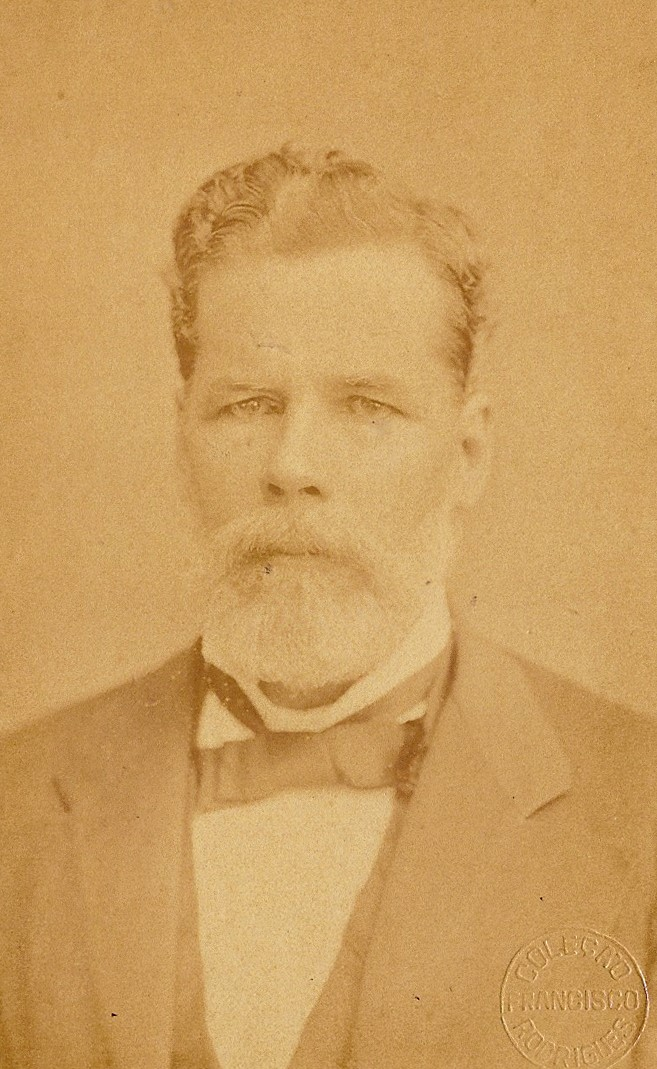
O Barão foi tanto o chefe político de sua região como o patriarca de sua família, sendo responsável pela administração local e até pelo policiamento de Frecheiras.

Em 1859, da casa-grande no engenho de Frecheiras foi emitida uma carta de posse para o senhor Manoel Flamengo, residente no sul de Pernambuco, para fazer a demarcação de um terreno com aproximadamente 20 alqueires de terras às margens direita e esquerda de um caminho no município de Bezerros, desde a planície de um monte chamado de Boca da Mata até a margem do rio Sirinhaém. Este seria o primeiro proprietário, que com o tempo, daria origem ao município de Sairé após o povoamento iniciado por Flamengo. Justamente por causa disso, as origens de Sairé se rastreiam tanto para Manoel Flamengo quanto para o Barão.
Aos 29 de Dezembro de 1873, ele aparece numa escritura pública dando Fé de Ofício como Capitão da Guarda Nacional comprando a propriedade do Engenho Cabeça-de-negro do senhor Constâncio Santos Pontual, que havia herdado o referido engenho de seu pai. Provavelmente vendeu sua propriedade para pagar seus estudos de medicina que concluira no Recife no mesmo ano e os estudos que continuaria a realizar na França. Antônio Pontual ainda fora padrinho do filho de Constâncio, que foi o senhor Duarte Coelho Pontual.
À época, Amaraji era pertencente ao município de Escada e sua família era muito conhecida e era a autoridade. Usou de sua influência para apoiar seu irmão, o Coronel Francisco da Rocha Pontual, para conseguir eleger ao dia 30 de Outubro de 1892, que foi o primeiro prefeito de Amaraji, na solenidade de emancipação do município acima referido. Sua família era constituída por muitos políticos, militares e agricultores.
Recebeu a patente de tenente-coronel. Poucos anos após, recebeu o título de barão de Frecheiras em 8 de Março de 1880. Foi comendador. Faleceu em sua residência na rua São João, na capital do Recife ao dia 12 de Setembro de 1901 aos 75 anos, sendo ele sepultado no cemitério Santo Amaro.